# Pomadasys commersonnii
Pomadasys commersonnii és una espècie de peix de la família dels hemúlids i de l'ordre dels perciformes.

## Morfologia
Els mascles poden assolir els 80 cm de longitud total.

## Distribució geogràfica
Es troba des de la costa nord-oest de l'Índia fins al sud d'Oman, Sud-àfrica, les Seychelles i Madagascar.